# Kusunose Yukihiko
Kusunose Yukihiko (楠瀬 幸彦 Nam Lại Hạnh Ngạn) (1858-1927), là một tướng lĩnh và chính trị gia của Đế quốc Nhật Bản, từng giữ chức Bộ trưởng Bộ Lục quân Nhật Bản từ năm 1913 đến năm 1917.

## Tiểu sử
Kusunose là con trai trưởng một gia đình Samurai miền Tosa (ngày nay là tỉnh Kōchi). Ông gia nhập vào Lục quân Đế quốc Nhật Bản vào tháng 10 năm 1880, làm việc trong đội pháo binh, và từ năm 1881- 1885, ông là tùy viên quân sự ở Pháp và vương quốc Phổ. Sau khi trở về Nhật Bản, ông làm việc ở một tiểu đoàn pháo binh Vệ binh Hoàng gia Nhật Bản năm 1888, và sau đó là thành viên của Bộ Tổng Tham mưu Lục quân Đế quốc Nhật Bản. Kusunose là sĩ quan thường trú của Nhật Bản tại Sankt-Peterburg, Nga. Từ tháng 4 năm 1891 đến tháng 9 năm 1893, ông được đánh giá là chuyên gia hàng đầu về châu Âu của Nhật Bản.
Từ tháng 11 năm 1894, Kusunose được chỉ định làm sĩ quan thường trú Nhật Bản tại Seoul, Hàn Quốc. Quan hệ giữa Nhật Bản và vương triều Joseon Hàn Quốc căng thẳng, chia thành 2 phe thân Nhật và chống Nhật. Kusunose có mặt tại Seoul khi diễn ra vụ ám sát nữ hoàng Min và ngày trở về Nhật Bản ông bị bắt (cùng với Miura Goro, một số thành viên dân sự và quân sự của lãnh sự quán Nhật Bản). Một tòa án quân sự do Sư đoàn 5 IJA lập ra, đã thả Kusunose, Miura Goro do chứng cứ chưa đủ.
Kusunose sau đó đến làm tham mưu cho Đài Loan quân (Lục quân Đế quốc Nhật Bản) trong một thời gian ngắn, sau đó làm tham mưu trưởng cho Sư đoàn 12 năm 1900. Tháng 6 năm 1901, ông được thăng hàm Thiếu tướng.
Trong chiến tranh Nga-Nhật, Kusunose chỉ huy lực lượng pháo binh hạng nặng của Tập đoàn quân số 2 Nhật Bản. Sau chiến tranh, ông chỉ huy lực lượng pháo binh của Tập đoàn quân số 4 Nhật Bản, và sau đó là quân đội Mãn Châu, tham gia trận đánh quan trọng, trận Mukden.
Năm 1907, Kusunose được thăng hàm Trung tướng. Tháng 6 năm 1913, ông trở thành Bộ Lục quân.
Tháng 4 năm 1917, ông về hưu.
Năm 1927, ông mất, mộ của ông nằm ở nghĩa trang Tama, thành phố Fuchū, Tokyo.

### Sách
- Harries, Meirion (1994). Soldiers of the Sun: The Rise and Fall of the Imperial Japanese Army. Random House. ISBN 0-679-75303-6.
- Duss, Peter (1998). The Abacus and the Sword: The Japanese Penetration of Korea, 1895-1910. University of California Press. ISBN 0520213610.
- Jukes, Geoffry (2002). The Russo-Japanese War 1904-1905. Osprey Essential Histories. ISBN 9-78184-17644-67.